# Sassetta
Pour les articles homonymes, voir Sassetta (homonymie).
Sassetta est une commune italienne de la province de Livourne, dans la région Toscane.

## Histoire
Sassetta était un château important de la république de Pise, démoli en 1503 après la conquête florentine. En 1516, les premiers seigneurs du lieu, les Pisan Orlandi della Sassetta, furent également exilés.
Depuis le XVIe siècle, le village appartenait à la famille d'origine espagnole Ramírez de Montalvo, arrivée à Florence avec la cour d'Éléonore de Tolède qui épousa le grand-duc de Toscane Cosme Ier de Toscane.

### Monuments et lieux d'intérêt
- Palazzo Ramirez de Montalvo (XVIe siècle)
- Église Sant'Andrea
- Parc forestier de Poggio Neri

## Administration
| Période                                  | Période | Identité | Étiquette | Qualité |
| ---------------------------------------- | ------- | -------- | --------- | ------- |
|                                          |         |          |           |         |
| Les données manquantes sont à compléter. |         |          |           |         |

### Communes limitrophes
Castagneto Carducci, Monteverdi Marittimo, Suvereto